# České číslovky
Tento článek podává přehled českých číslovek a jejich skloňování.

## Dělení číslovek
Číslovky se podle významu dělí na:
- Neurčité – označují počet jen obecně (několik, několikrát, několikanásobný, málo, moc).
- Určité – označují přesný počet (dvakrát, dvojnásobný, dva); některé číslovky určité mohou mít význam neurčitý (tisíceré díky, mám sto chutí).

Podle tvaru se dělí na:
- Základní (kardinální) – označují počet (odpověď na otázku kolik?): tři, polovina, dvě stě třicet dva, několik, mnoho. Gramaticky jsou přibližně v roli podstatného jména. Zpravidla se do této kategorie řadí číslovky dílové, označující názvy zlomků (půle, čtvrtina).
- Řadové (ordinální) – označují pořadí (odpověď na otázku kolikátý?): osmý, poněkolikáté. Gramaticky jsou zpravidla ve funkci přídavného jména nebo příslovce.
- Druhové (speciální) – označují počet druhů a nebo počet věcí vyjádřených pomnožným tvarem (odpověď na otázku kolikerý?): trojí, pateré, několikerý. Syntakticky jsou obdobné základním číslovkám.
- Souborové – označují počet souborů jevu (odpověď na otázku kolikery?): troje, patery, několikery.
- Úhrnné – označují počet jevů pojatých úhrnem, vcelku: (odpověď na otázku kolikero?): dvé, tré, patero, několikero. Dnes se již příliš neužívají a kromě ustálených spojení (čtvero ročních období, desatero Božích přikázání) působí knižně, archaicky nebo jako nadsázka.
- Násobné (multiplikativní) – označují počet opakování děje (odpověď na otázku kolikrát?, kolikanásobný?): trojnásobný, pětkrát, mnohokrát. Gramaticky zpravidla stojí ve funkci přídavného jména nebo příslovce.

## Složené číslovky
Číslovky 21 a výše se tvoří skládáním. Pokud se rozepíší slovy, kladou se mezi jednotlivá slova mezery:
2345 = dva tisíce tři sta čtyřicet pět
2345. = dvoutisící třístý čtyřicátý pátý
Výjimkou jsou složenky a jiné důležité dokumenty, kde se z bezpečnostních důvodů číslovky rozepisují bez mezer (Dvatisícedvěstětřicetpět Kč).
Složené číslovky 21–99 se mohou alternativně tvořit i v obráceném pořadí (jako v němčině), jednotky + a + desítky. V takovém případě se píší dohromady:
35 = třicet pět = pětatřicet
To platí i pro číslovky končící čísly 21–99, např. 135 = sto třicet pět = sto pětatřicet. Složené číslovky se ale nemohou takto alternativně tvořit, pokud se jedná o desetinná čísla.
Číslovky 1100–1999 můžeme alternativně tvořit jako počet stovek, což se využívá zejména při uvádění letopočtů:
1100 = tisíc sto = jedenáct set
Obdobně to platí i pro řadové číslovky:
35. = třicátý pátý = pětatřicátý
1100. = tisící stý = jedenáctistý

## Pravopisná pravidla
Zapisujeme-li v textu počet číslicí, nevyznačují se žádné koncovky apod.:
do 18 let = do osmnácti let
Při zápisu řadových číslovek (označují pořadí) se za číslicí píše tečka:
2. světová válka = druhá světová válka
Karel IV. = Karel Čtvrtý
Tečka se nepíše v případě, že lze číslovky číst jako řadovou i jako základní:
v roce 1348 = v roce tisícím třístém čtyřicátém osmém = v roce tisíc tři sta čtyřicet osm
Složené výrazy s číslovkami můžeme psát následujícím způsobem:
5členný = pětičlenný
30letý = třicetiletý
5krát = 5× = pětkrát
Je-li počet zobecněn písmenem, píše se pak se spojovníkem, např.:
n-prvková množina
x-tý člen
Mezi číslici a označení jednotek se klade mezera. Je třeba odlišit případy, kdy se jedná o odvozené přídavné jméno, kde se naopak mezera nepíše:
5 % = pět procent, ale 5% = pětiprocentní
5 m = pět metrů, ale 5m = pětimetrový
Za chybné jsou považovány zápisy jako:
do 18ti let (správně do 18 let)
5-ti %-ní roztok (správně 5% roztok)
30-ti kapslové balení (správně 30kapslové balení)

## Skloňování číslovek
České číslovky mají částečně vlastní skloňování, částečně se skloňují podle vzorů podstatných a přídavných jmen.
Základní číslovky jeden a nejeden se skloňují jako zájmeno ten. V množném čísle má číslovka jeden význam druhové číslovky (jedny dveře, jedna povidla).
|        |              | Mužský životný | Mužský neživotný | Ženský  | Střední |
| ------ | ------------ | -------------- | ---------------- | ------- | ------- |
| J. č.  | Nominativ    | jeden          | jeden            | jedna   | jedno   |
| J. č.  | Genitiv      | jednoho        | jednoho          | jedné   | jednoho |
| J. č.  | Dativ        | jednomu        | jednomu          | jedné   | jednomu |
| J. č.  | Akuzativ     | jednoho        | jeden            | jednu   | jedno   |
| J. č.  | Lokál        | jednom         | jednom           | jedné   | jednom  |
| J. č.  | Instrumentál | jedním         | jedním           | jednou  | jedním  |
| Mn. č. | Nominativ    | jedni          | jedny            | jedny   | jedna   |
| Mn. č. | Genitiv      | jedněch        | jedněch          | jedněch | jedněch |
| Mn. č. | Dativ        | jedněm         | jedněm           | jedněm  | jedněm  |
| Mn. č. | Akuzativ     | jedny          | jedny            | jedny   | jedna   |
| Mn. č. | Lokál        | jedněch        | jedněch          | jedněch | jedněch |
| Mn. č. | Instrumentál | jedněmi        | jedněmi          | jedněmi | jedněmi |

Číslovky dva a oba mají zvláštní skloňování, které je pozůstatkem dvojného čísla (duálu).
|              | Mužský | Ženský | Střední |
| ------------ | ------ | ------ | ------- |
| Nominativ    | dva    | dvě    | dvě     |
| Genitiv      | dvou   | dvou   | dvou    |
| Dativ        | dvěma  | dvěma  | dvěma   |
| Akuzativ     | dva    | dvě    | dvě     |
| Lokál        | dvou   | dvou   | dvou    |
| Instrumentál | dvěma  | dvěma  | dvěma   |

Další číslovky už nerozlišují rod. Zvláštní skloňování mají ještě číslovky tři a čtyři. Číslovky 5–99 mají zjednodušené skloňování, kde akuzativ je shodný s nominativem, v ostatních pádech přibírají koncovku -i.
| Nominativ    | tři        | čtyři         | pět  |
| Genitiv      | tří, třech | čtyř, čtyřech | pěti |
| Dativ        | třem       | čtyřem        | pěti |
| Akuzativ     | tři        | čtyři         | pět  |
| Lokál        | třech      | čtyřech       | pěti |
| Instrumentál | třemi      | čtyřmi        | pěti |

Některé základní číslovky se skloňují podle jiných vzorů: sto jako město, tisíc nebo zastaralé mandel jako stroj, milion nebo tucet jako hrad, miliarda nebo kopa jako žena, půle jako růže atd. Ve složených názvech číslovek 5 000–999 999 zůstává v nominativu tvar tisíc, např. pět tisíc.
Řadové číslovky mají adjektivní tvary. První, třetí a tisící se skloňují podle vzoru jarní, ostatní jako mladý.

## Spojení číslovky s podstatným jménem
Číslovka se shoduje s podstatným jménem, jež rozvíjí, v pádu, čísle a rodě. Významná výjimka se však týká spojení se základními číslovkami 5 a více: místo nominativu a akuzativu přijímá podstatné jméno tvar genitivu.
| Nominativ    | jeden dům    | čtyři domy     | pět domů    |
| Genitiv      | jednoho domu | čtyř domů      | pěti domů   |
| Dativ        | jednomu domu | čtyřem domům   | pěti domům  |
| Akuzativ     | jeden dům    | čtyři domy     | pět domů    |
| Lokál        | jednom domě  | čtyřech domech | pěti domech |
| Instrumentál | jedním domem | čtyřmi domy    | pěti domy   |

U složených číslovek je více možností. Buď je možné skloňovat všechny tvary, nebo se skloňují pouze desítky a jednotky, zatímco ostatní tvary jsou nesklonné. Číslovka sto bývá také často nesklonná. Příklad:
s 11 255 lidmi = s jedenácti tisíci dvěma sty padesáti pěti (pětapadesáti) lidmi = s jedenáct tisíc dvě stě padesáti pěti (pětapadesáti) lidmi = s jedenáct tisíc dvě stě padesát pěti lidmi
se sto lidmi
Existují rovněž tři možnosti spojení číslovek zakončených na místě jednotek číslem 1–4 (s výjimkou 11–14):
- dvacet jeden muž, dvacet jedna žena, dvacet jedno dítě; dvacet dva muži, dvacet dvě ženy, dvacet dvě děti
- dvacet jedna/dva mužů, žen, dětí
- jednadvacet/dvaadvacet mužů, žen, dětí

V prvním případě se podstatné jméno řídí číslem na místě jednotek. Tento korektní způsob se však postupně stává zastaralým a je nahrazován dalšími dvěma, kdy má podstatné jméno místo nominativu a akuzativu tvar genitivu. Tato spojení totiž u vysokých čísel a zejména ve větách s výrazy celý nebo všechen působila nepřirozeně: Závod dokončil všechen sto jeden běžec.